# NGC 5061
NGC 5061 (другие обозначения — ESO 508-38, MCG -4-31-48, AM 1315-263, PGC 46330) — эллиптическая галактика (E) в созвездии Гидра.
Этот объект входит в число перечисленных в оригинальной редакции «Нового общего каталога».
В галактике вспыхнула сверхновая SN 2005cn типа Ia, её пиковая видимая звездная величина составила 14,6.